# آمنموپ
آمنموپ یا آمینیموپی که نامش گاهی آمن-اِم-اوپ هم گفته می‌شود، نویسنده و کاتب مصر باستان بود. وی فرزند «کناخت» و نویسندهٔ کتاب حکمت «آموزه‌های آمنموپ» در دوران حکومت دودمان بیستم مصر از عصر پادشاهی نوین مصر بود که در شهر اخمیم پایتخت مصر علیا زندگی می‌کرد.
اندرزهای او به شکل سنتیِ دستورالعمل‌های یک پدر به پسرش در مورد چگونگی داشتن یک زندگی خوب و اخلاقی ارائه می‌شود، اما (برخلاف اکثر این متون) در ۳۰ فصل شماره گذاری و سازماندهی شده‌اند.
اگرچه زمانی تصور می‌شد که این آموزه‌ها منحصربه فرد هستند، اما امروزه می‌دانیم که مضامین مشترکی با ادبیات حکمت سایر فرهنگ‌های باستانی خاور نزدیک از جمله بابل و اسرائیل دارد، به ویژه کتاب مقدس امثال سلیمان، کتاب جامعه و حکمت یشوع بن سیراخ، که ترجمه عبری آمنموپ منبع نگارش آن بوده‌است. در کتاب امثال سلیمان نیز آیات ۲۲:۱۷ تا ۲۳:۱۱ مطابقت نزدیکی با آموزه‌های آمنموپ دارند.
زمان نگارش این کتاب در ۱۱۰۰ قبل از میلاد بوده که قدیمی‌تر از تمامی قسمت‌های کتاب مقدس است و مصرشناس آمریکایی جیمز هنری بریستد معتقد است که آمنموپ تأثیر عمیقی بر رشد اخلاقی و مذهبی غرب به دلیل خوانده‌شدن آموزه‌هایش توسط عبرانیان و گنجاندن بخش‌هایی از آن - گاهی به‌طور کلمه‌به‌کلمه - در کتاب‌های مختلف مقدس داشته‌است. «به همین ترتیب، بدیهی است که در بسیاری دیگر از جاهای کتاب عهد عتیق، نه فقط در امثال سلیمان، بلکه در شریعت عبری، در سفر ایوب، … در کتاب‌های سموئیل و کتاب ارمیا، آموزه‌های آمنموپ سرچشمه ایده‌ها، تصورات، معیارهای اخلاقی، و به ویژه روحیه گرم و انسانیِ مهر و مهربانی است.» آمنموپ نیز به نوبهٔ خود از متنی بسیار کهن‌تر به نام «اندرزهای اخلاقی پتاح‌حتپ» استفاده کرده‌است.